# Částrovické rybníky
Přírodní památka Částrovické rybníky byla vyhlášena v roce 2001 a nachází se u obce Vracovice. Důvodem ochrany je ochrana mokřadů s výskytem početných populací zvláště chráněného druhu rostlin a živočichů.

## Popis oblasti
Jde o soustavu tří menších rybníků a mokřadích luk v mělkém údolí na Částrovickém potoce. Mezi četné ohrožené a chráněné druhy v oblasti patří například prstnatec májový (Dactylorhiza majalis), vachta trojlistá (Menyanthes trifoliata), violka bahenní (Viola palustris), suchopýr úzkolistý (Eriophorum angustifolium) a další. Z bezobratlých živočichů v místě žije rak bahenní (Astacus leptodactylus), pozorován zde byl i páskovec kroužkovaný (Cordulegaster boltonii). Z obojživelníků je významný výskyt čolka obecného (Triturus vulgaris), skokana hnědého (Rana temporaria) a zeleného (Pelophylax esculentus). Z ptáků u rybníků hnízdí bramborníček hnědý (Saxicola rubetra) a rákosník obecný (Acrocephalus scirpaceus), šoupálek dlouhoprstý (Certhia familiaris), potápka malá (Tachybaptus ruficollis) či polák chocholačka (Aythya fuligula).

## Galerie

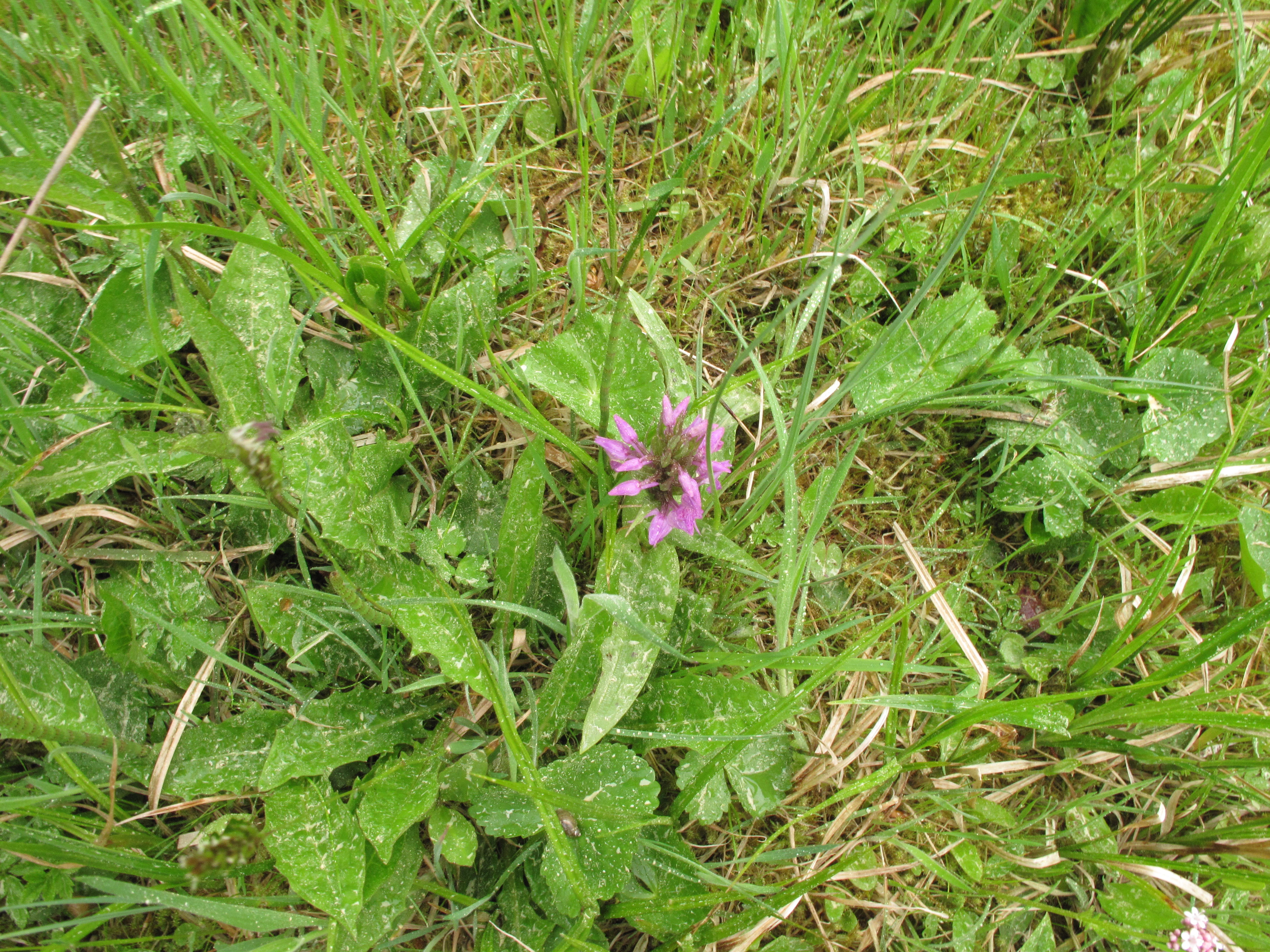
Květ
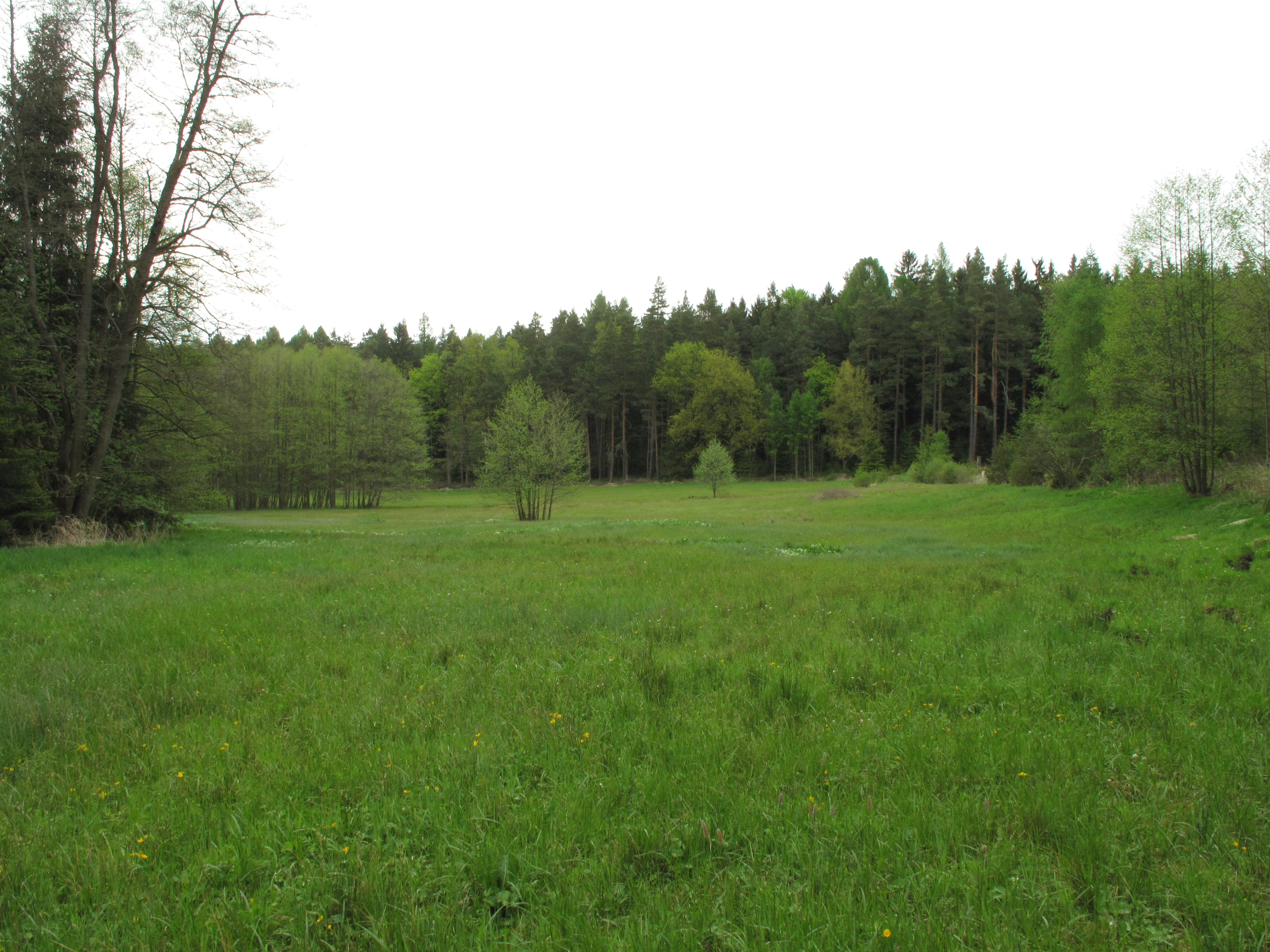
Louka
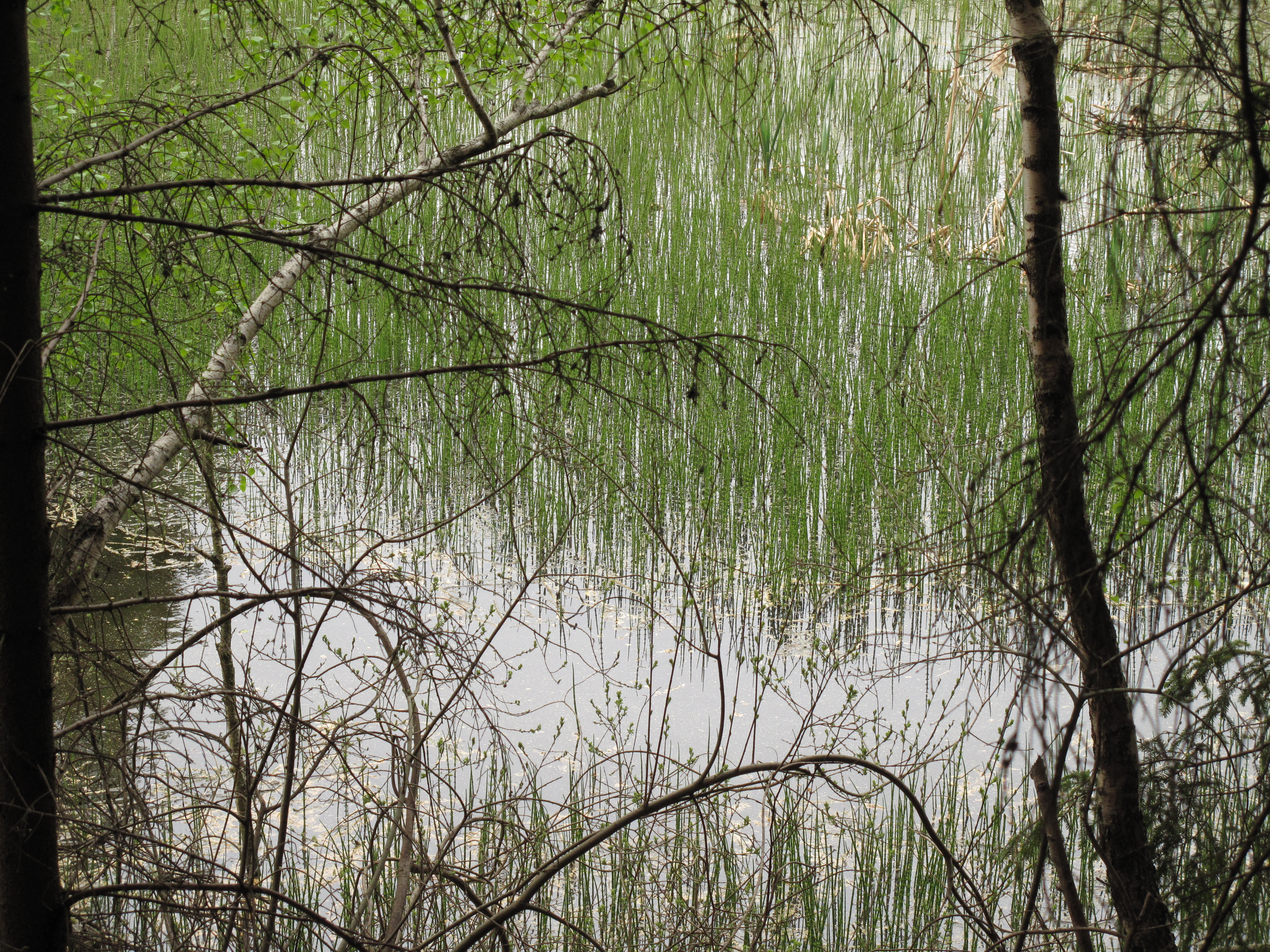
Vodní rostliny
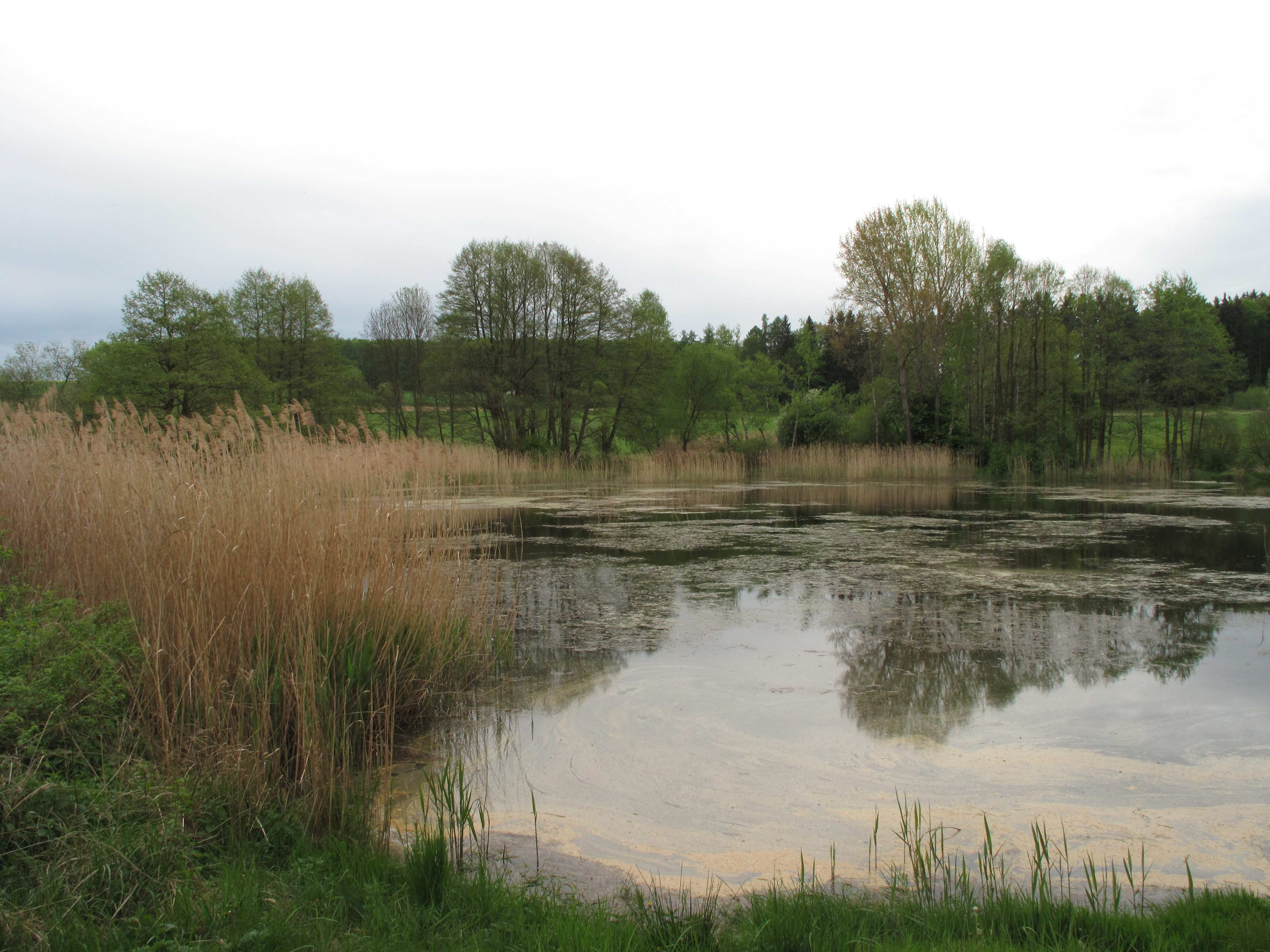
Rybník Machlov